# Anaides ortii
Anaides ortii är en skalbaggsart som beskrevs av Federico Ocampo 2006. Anaides ortii ingår i släktet Anaides och familjen Hybosoridae. Inga underarter finns listade i Catalogue of Life.